# دانيال بروس (سياسي)
دانيال بروس هو سياسي أمريكي، ولد في 26 أكتوبر 1766 في غروتون في الولايات المتحدة، وتوفي في 23 يناير 1858. نشط حزبياً في الحزب الجمهوري الديمقراطي. وقد انتخب عضو مجلس نواب كونيتيكت ‏ وانتخب عضو مجلس النواب الأمريكي ‏.